# Anonyx sarsi
Anonyx sarsi är en kräftdjursart som beskrevs av Edward Strieby Steele och Brunel 1968. Enligt Catalogue of Life ingår Anonyx sarsi i släktet Anonyx och familjen Uristidae, men enligt Dyntaxa är tillhörigheten istället släktet Anonyx och familjen Lysianassidae. Arten är reproducerande i Sverige. Inga underarter finns listade i Catalogue of Life.